# ای‌بی‌سی‌ان
ای‌بی‌سی‌ان (به انگلیسی: ABCN) با فرمول شیمیایی C
۱۴N
۴H
۲۰ یک ترکیب شیمیایی با شناسه پاب‌کم ۷۴۹۷۸ است. که جرم مولی آن 244.3354 g mol−۱ می‌باشد. 